# 77 Cygni
77 Cygni är en dubbelstjärna i stjärnbilden Svanen. 
Stjärnan har visuell magnitud +5,73 och är synlig för blotta ögat vid god seeing. Den befinner sig på ett avstånd av ungefär 410 ljusår.